# Blue Angel
Blue Angel is een muziekalbum van de Britse band Strawbs. Het komt uit in een tijd dat werkzaamheden voor radio de voornaamste zijn voor bandleider Cousins. Hij laat die werkzaamheden even op een laag pitje voortgaan en wijdt zich weer aan zijn muziekband Strawbs. De meeste tracks zijn opnieuw opgenomen, maar er staan ook remixen op (bijvoorbeeld The King).
Ook qua bezetting lijkt het erop dat het album in twee fasen is opgenomen; er zijn namelijk twee versies van Strawbs aan het werk:
- Cousins, Willoughby, Demick, Weaver en Hudson;
- Cousins, Lambert, Cronk, Weaver, Coombes,

maar er wordt ook in andere samenstellingen gespeeld.

## Composities
1. Blue Angel (Cousins) (11:13)
  1. Divided
  2. Half worlds apart
  3. At rest
2. O so sleepy (Cousins) (3:44)
3. Further down the road (Cousins) (3:25)
4. There will come the day (Cousins,Don Airey) (6:05)
5. Strange day over the hil (Cousins) (3:56)
6. Cry no more (Cousins/Willoughby) (3:18)
7. The plain (Cousins) (5:48)
8. Do you remember (Cousins/Willoughby) (3:12)
9. Rhythm of the night (Cousins) (3;19)
10. Morning glory (Cousins) (4:52)
11. Sealed with a traitor's kiss (Cousins) (2:57)
12. Lay down (Cousins) (4:09)
13. The King (Cousins) (2:38)

## Musici
1. Cousins, Hopkin, Willoughby, Weaver, Demick, Hudson
2. Cousins, Willoughby, Lambert, Weaver, Cronk, Coombes
3. Cousins, Hopkin, Willoughby, Weaver, Cronk, Fernandez
4. Cousins, Hopkin, Craig, Cassidy, Cronk, Demick, Hudson,Willoughby,Weaver
5. Cousins, Willoughby, Weaver, Demick, Hudson;
6. Cousins, Hopkin, Willoughby, Weaver, Cronk;
7. Cousins, Willoughby, Weaver, Cronk, Fernandez;
8. Cousins, Hopkin, Willoughby, Weaver, Cronk;
9. Cousins, Heller, Hill,Lundy, Willoughby, Lambert, Weaver, Cronk, Coombes;
10. Cousins, Hopkin, Willoughby, Weaver, Cronk, Fernandez;
11. Cousins, Willoughby
12. Cousins, Hopkin, Willoughby, Weaver, Demick, Hudson;
13. Couins, Prior, Kemp, Willoughby, Richards, Cronk, Fernandez

waarbij
- Dave Cousins, zang, gitaar, toetsen;
- Brian Willoughby, Dave Lambert – zang, gitaar;
- Blue Weaver, Andy Richards – toetsen;
- Chas Cronk, Rod Demick – basgitaar;
- Richard Hudson, Rod Coombes, Tony Fernandez – slagwerk
- Mary Hopkin, Maddy Prior –zang;
- Terry Cassidy, Cathryn Graig, Hana heller, Roh Hill, Rick Kemp, Tommy Lundy - achtergrondzang.

Blue Angel is ooit verschenen op een van de soloalbums van Cousins; Oh so sleepy werd oorspronkelijk opgenomen voor het album Burning for You, maar werd weggelaten; Sealed with a traitor's kiss krijgt hier een akoestische versie van de track op Burning for You; Lay down is een nieuw opgenomen versie van de single van het album Bursting at the Seams. The King is een nakomertje (of beginnertje) uit eind jaren zeventig, toen de band zonder platencontract zat.

## Producers
Naast de in de tabel genoemde producers waren ook nog als zodanig aan het werk: Brett Davis voor (1) en (12), Weaver voor (4); Davis verzorgde de remix van (5).